# تيد ديفيد
تيد ديفيد (بالإنجليزية: Ted David)‏ هو صحفي أمريكي، ولد في 30 أبريل 1949 في نيويورك في الولايات المتحدة.

## وصلات خارجية
- الموقع الرسمي